# CHAdeMO

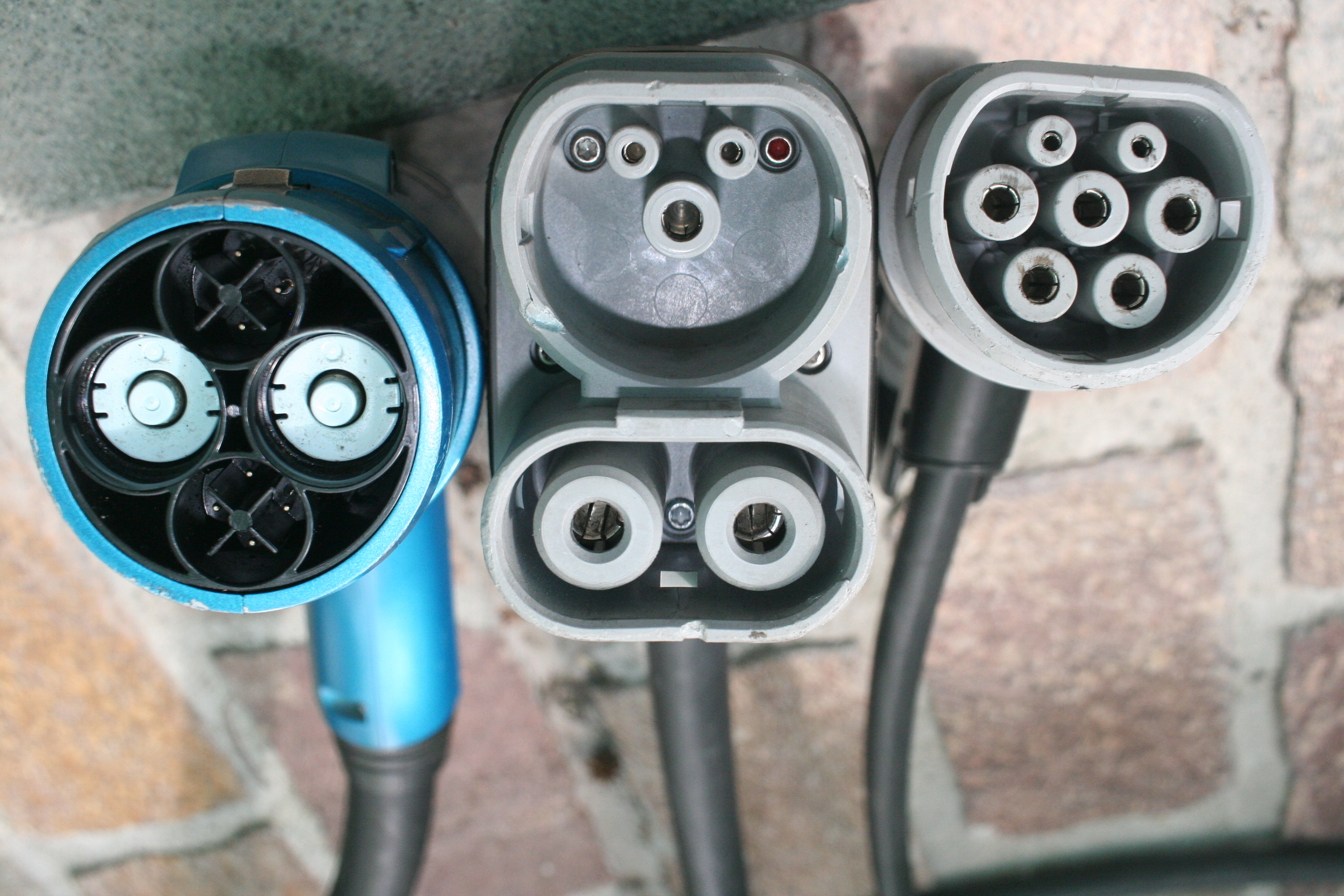
3 différents types de connecteurs de recharge, de gauche à droite: CHAdeMO (IEC 62196-3 configuration AA, CC), Combo2 (IEC 62196-3 configuration FF, CC) et Type 2 (IEC 62196–2, CC ou CA).

CHAdeMO est une technologie de charge rapide pour les véhicules électriques à batterie développée depuis 2010 par un consortium d'entreprises japonaises comprenant : Mitsubishi, Subaru, TEPCO, Nissan, Toyota, Hitachi, Honda et Panasonic. Elle permet de délivrer dans sa première spécification une puissance de charge jusqu'à 62,5 kW sous 500 V et 125 A en courant continu via un connecteur électrique spécial. La révision CHAdeMO 2.0 autorise une puissance jusqu'à 400 kW sous 1 000 V et 400 A en courant continu,.
CHAdeMO a été proposée en 2010 comme norme industrielle internationale par une association du même nom formée par cinq grands constructeurs automobiles japonais et inclus dans la norme IEC61851-23, -24 (système de charge et de communication) et la norme IEC 62196 en tant que configuration AA. Parmi les normes concurrentes on peut citer le Combined Charging System (CCS) - utilisé par la plupart des constructeurs automobiles européens et américains - et le Tesla Superchargeur. Techniquement, les bornes Chademo sont des bornes à câble attaché.
CHAdeMO est une abréviation de "CHArge de MOve", qui signifie "déplacement en utilisant la charge" ou "déplacement par charge" ou "charge 'n' go", une référence au fait qu'il s'agit d'un chargeur rapide. Le nom est dérivé de la phrase japonaise "O cha demo ikaga desuka", qui signifie "Que diriez-vous d'une tasse de thé?", en allusion au court laps de temps nécessaire pour recharger une voiture. Avec CHAdeMO, les voitures électriques peuvent récupérer en moins d'une demi-heure l'énergie nécessaire pour parcourir 120 km. Depuis juin 2018, CHAdeMO permet des charges jusqu'à 400 kW (400 A x 1 kV) et vise 900 kW avec le nouveau standard de charge ultra rapide de nouvelle génération « ChaoJi » co-développé avec le China Electricity Council (CEC).

## Histoire
L'association CHAdeMO a été créée par la Tokyo Electric Power Company (TEPCO), Nissan, Mitsubishi et Fuji Heavy Industries (aujourd'hui Subaru Corporation). Toyota les a rejoints plus tard en tant que cinquième membre exécutif, suivie de Hitachi, Honda et Panasonic,,. Le développement de CHAdeMO a débuté en 2005 dans le but de déployer une infrastructure publique de bornes de recharge rapides permettant aux conducteurs de véhicules électriques (VE) de rouler sans être limités par l'autonomie de leurs batteries. La première infrastructure commerciale de recharge CHAdeMO a été mise en service en 2009. CHAdeMO a été adopté par la CEI en tant que norme en 2014 : CEI 61851-23 pour le système de recharge, 61851-24 pour la communication et CEI 62196-3 configuration AA pour le connecteur). La même année, CHAdeMO a été adoptée en tant que norme EN, suivie par l'IEEE (Standard 2030.1.1TM-2015) en 2016.
En Europe, la Commission européenne a présenté en 2013 une proposition de directive sur le déploiement d'une infrastructure pour carburants de substitution faisant de la connectique Combo 2 (CEI61296-3  configuration FF ) la prise européenne obligatoire pour la charge rapide en CC. Le Parlement européen a adopté un projet de rapport soutenant l'adoption du CHAdeMO en janvier 2019 au plus tard, mais le projet a été rejeté au stade final du processus législatif et la version finale de la directive européenne UE 2014/94/UE exige simplement que tous les chargeurs accessibles au public dans l'UE soient équipés « au moins » de connecteurs Combo 2, ce qui confirme explicitement la charge multistandard. Les bornes de recharge avec plusieurs types de prises de recharge sont explicitement autorisées.
En décembre 2015, le réseau CHAdeMO compte 10 000 points de recharge installés dans 50 pays : 5 974 en Asie, 2 755 en Europe et 1 400 en Amérique du Nord.
En juillet 2017, l'association CHAdeMO indique sur son site internet que son réseau compte plus de 16 000 bornes de recharge installées dans le monde, toujours principalement situés au Japon (approx. 7 100). L'Europe en compte plus de 4 600, l'Amérique du Nord plus de 2 200.
En 2018, le nombre total de bornes de recharge installées en Europe dépasse celui du Japon.
En avril 2019, il y a environ 25 300 bornes de recharge CHAdeMO dans le monde : 9 200 en Europe, 7 600 au Japon, 3 200 en Amérique du Nord et le reste (plus de 5 300) ailleurs.
En juillet 2020, Nissan dévoile son nouveau SUV Nissan Ariya, équipé en standard d'une prise de recharge CCS au lieu de la prise CHAdeMO comme sur la Nissan Leaf. Les analystes automobiles pensent que ce choix technique de Nissan sonne le glas du CHAdeMO aux États-Unis et en Europe, et il ne restera que le Mitsubishi Outlander hybride rechargeable comme la seule nouvelle voiture aux États-Unis équipé d'une prise CHAdeMO.

## Charge accélérée en courant alternatif
La plupart des véhicules électriques (VE) ont un chargeur embarqué équipé d'un circuit redresseur pour transformer le courant alternatif du réseau électrique (secteur CA) en courant continu (CC) adapté à la recharge des batteries du VE. Des problèmes de coût et de dissipation de chaleur limitent la quantité d'énergie que le redresseur peut délivrer, donc au-delà d'environ 240 V et 75 A CA, il est préférable de charger directement les batteries en courant continu par l'intermédiaire d'une station de recharge externe. Compte tenu de ces limitations, les stations de recharge accélérées délivrent généralement 240 V-30 A aux États-Unis et au Japon, 240 V-40 A au Canada et 230 V-15 A ou 400 V-32 A triphasé en Europe et en Australie. Il existe des chargeurs CA avec des limites plus élevées, comme la norme SAE J1772-2009 qui peut monter en option a 240 V-80 A et la norme VDE-AR-E 2623-2-2 qui peut délivrer 400 V-63 A en triphasé. Mais ces types de chargeurs restent rares et peu de constructeurs ont équipé leurs modèles du redresseur correspondant.

## Charge rapide en courant continu
Pour la recharge rapide, des stations à haute tension et à courant élevé connectées au réseau de distribution électrique haute tension sont installés à des emplacements fixes. Dans ce type de stations, la sortie CC du chargeur n'a pas de limite effective, théorique ou pratique. ce type de charge est appelée charge rapide en courant continu.
CHAdeMO est basé sur une technologie de recharge développée par  TEPCO, choisie après l'évaluation entre 2006 et 2009 de nombreuses solutions d'infrastructure pour VE en collaboration avec Nissan, Mitsubishi et Subaru (entre autres). Ces tests ont abouti au développement d'une technologie brevetée et d'une spécification pour la recharge rapide à haute tension (jusqu'à 500 V CC) et à haute intensité (125 A) via un connecteur JARI (Japan Automobile Research Institute) de charge rapide en courant continu qui est à la base du protocole CHAdeMO. Le connecteur JARI a été normé en 1993 par la Japan Electric Vehicle Standard (JEVS) sous le numéro G105-1993.
La connectique CHAdeMO est dite à câble attaché, c'est-à-dire que le câble de recharge est d'un côté fixé de manière inamovible à la borne et de l'autre côté, il est équipé d'un connecteur CHAdeMO à connecter sur la prise CHAdeMO du véhicule.

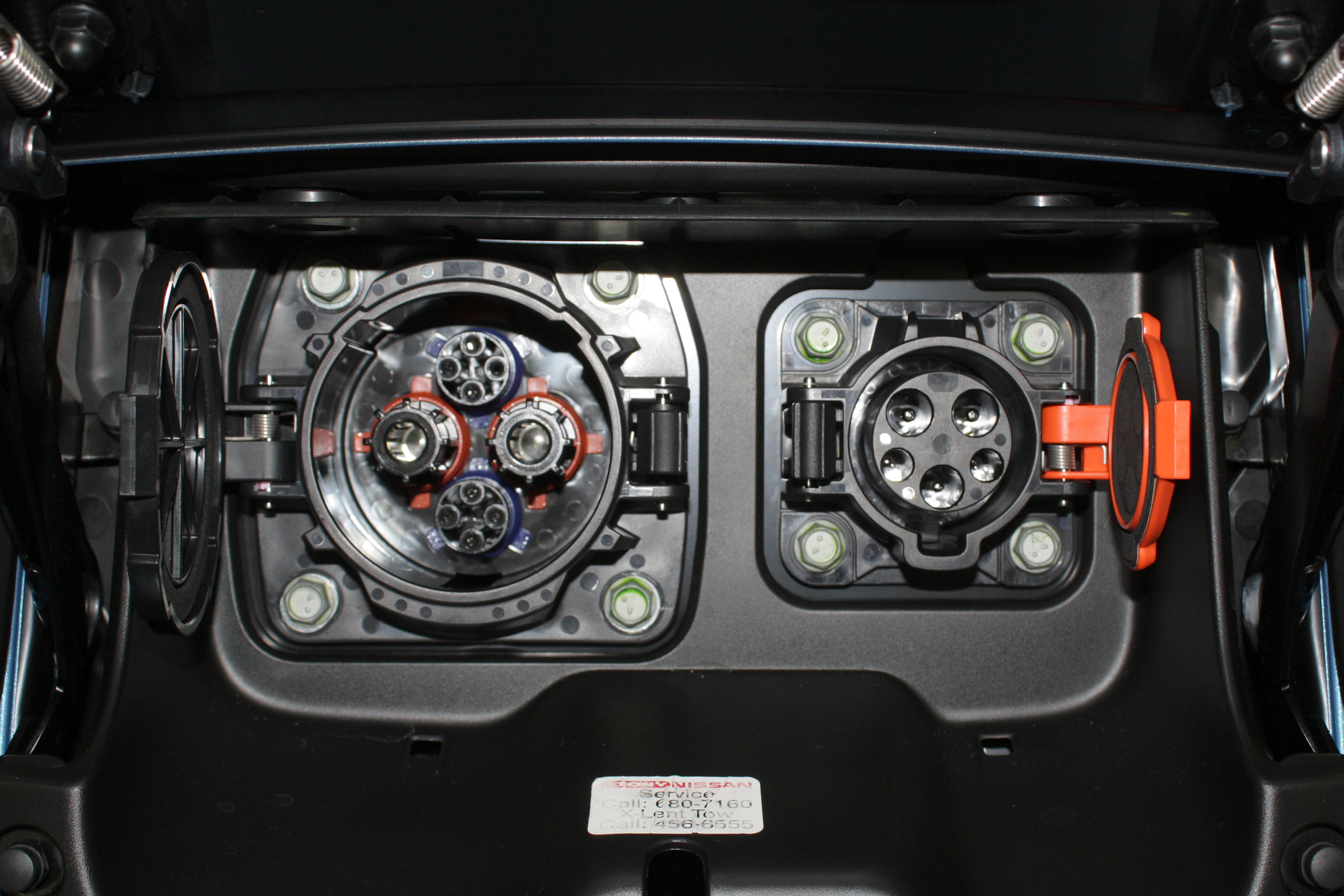
Prise de recharge CHAdeMO (à gauche) sur une Nissan Leaf premier modèle. On peut voir aussi une prise Type 1 (IEC 62196-2) à droite.

En plus d'alimenter le véhicule en énergie, le connecteur établit également avec celui-ci une connexion d'échange de données au moyen du protocole CAN bus. Cet échange permet d'éviter le démarrage d'une recharge tant que le câble n'est pas verrouillé en toute sécurité sur le véhicule (similaire à SAE J1772), la transmission des paramètres de la batterie à la station de charge, y compris l'ordre d'arrêt de la charge, la tension cible et la capacité totale de la batterie, et pendant la charge, les ordres de modulation de la puissance délivrée au véhicule.

## Véhicule-réseau (VGI ou V2G)
CHAdeMO a publié son protocole véhicule-réseau (V2X) en 2014 et, depuis août 2019, il est le seul protocole de charge normalisé qui implémente le V2X et qui est déjà disponible en série dans des voitures et des chargeurs (conditionneurs de puissance). La technologie V2G permet aux propriétaires de VE d'utiliser leurs voitures comme stockage d'énergie et de réduire les coûts en optimisant la consommation d'énergie et en fournissant des services au réseau. Depuis 2012, plusieurs démonstrations du V2X basées sur CHAdeMO ont été déployés dans le monde entier. Certains des projets récents incluent UCSD INVENT aux États-Unis ou Sciurus et e4Future au Royaume-Uni avec l'aide de Innovate UK.

## Charge ultra-rapide CC
En mai 2018, La CHAdeMO Association publie la nouvelle version de son protocole autorisant la recharge ultrarapide à 400 kW. Cette version 2.0 permet de rester au niveau des réseaux concurrents qui déploient dans le monde des stations CCS ultrarapides comme par exemple le consortium Ionity.
En août 2018, afin d'harmoniser les standards, la CHAdeMO Association annonce le co-développement avec le CEC (China Electricity Council) d'un protocole commun de charge ultra-haute puissance avec une prise de nouvelle génération. Selon l'Association, ce projet qui porte le nom de code ChaoJi vise à atteindre la puissance de 900 kW (600 A x 1,5 kV), tout en assurant la rétrocompatibilité avec les technologies actuelles CHAdeMO et GB/T (IEC 62916-3 configuration BB). La rétrocompatibilité avec CCS est aussi à l'étude.
Entre-temps, la technologie CHAdeMO de charge à haute puissance progresse également. Des stations de recharge à haute puissance sont en cours de construction en Amérique du Nord et en Europe depuis 2018. En juillet 2019, UL a mis à jour la norme UL 2251 pour englober la certification du « boost mode » de la technologie de charge à haute puissance de CHAdeMO utilisant des câbles non refroidis.

## Déploiement

### Stations de recharge
Les premières bornes CHAdeMO ont été installées en grand nombre par la compagnie publique japonaise d'électricité TEPCO, qui a dû créer un nouveau réseau de distribution électrique dédié pour alimenter ces stations. Depuis, le réseau de bornes CHAdeMO s'est largement internationalisé et en avril 2019, l'association CHAdeMO annonçait 25 300 bornes CHAdeMO installés dans 71 pays : 7600 bornes au Japon, 9200 en Europe, 3200 en Amérique du Nord et 5310 dans le reste du monde.

#### Fabricants
En juillet 2019, il existait plus de 260 modèles de bornes de recharge CHAdeMO certifiées produites par 50 fabricants différents.
La fabrication, la commercialisation et le déploiement de bornes de recharges CHAdeMO a commencé en 2010 aux États-Unis, avec la signature par la société Aker Wade Power Technologies d'un accord de licence avec TEPCO. D'autres sociétés ont suivi : Eaton Corporation pour la recharge de voitures Mitsubishi iMiEV,, ECOtality avec les stations Blink DC Fast Charger pour le réseau Blink, AeroVironment, Princeton Power Systems (bornes certifié UL), Fuji Electric Corporation of America (bornes pour le Réseau ChargePoint de Coulomb Technologies),...
En Europe, Evtronic, Schneider Electric, SGTE Power, CIRCONTROL (fabricant espagnol), ABB, anciennement Epyon, GH EverDrive et Efacec ont été les premières  entreprises à obtenir la certification CHAdeMO et fabriquer des chargeurs rapides équipés du dernier protocole de communication CHAdeMO.
Au Canada, AddÉnergie Technologies et Elmec conçoivent et fabriquent des bornes de recharge rapide qui prennent en charge CHAdeMO et SAE.

### Véhicules équipés
La technologie de charge rapide CHAdeMO a été activement promue par Nissan et elle a été adoptée par l'ensemble des constructeurs automobiles japonais pour standardiser le réseau de recharge du Japon. En 2018, il existait plus de 20 entreprises fabricants des équiments CHAdeMO. La même année, les bornes de recharge CHAdeMO ont compté pour la majorité (44%) des bornes rapides pour véhicules électriques dans le monde.

## Galerie

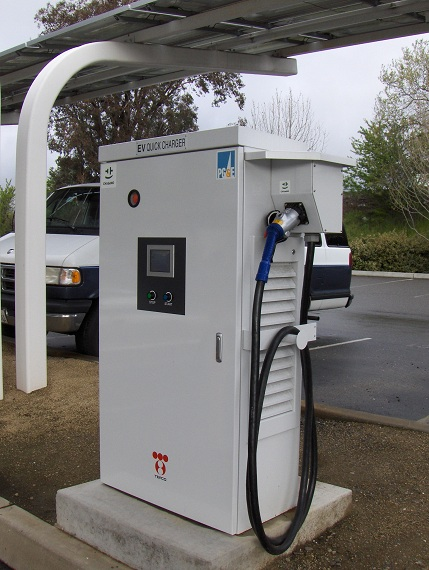
Borne de charge rapide TEPCO
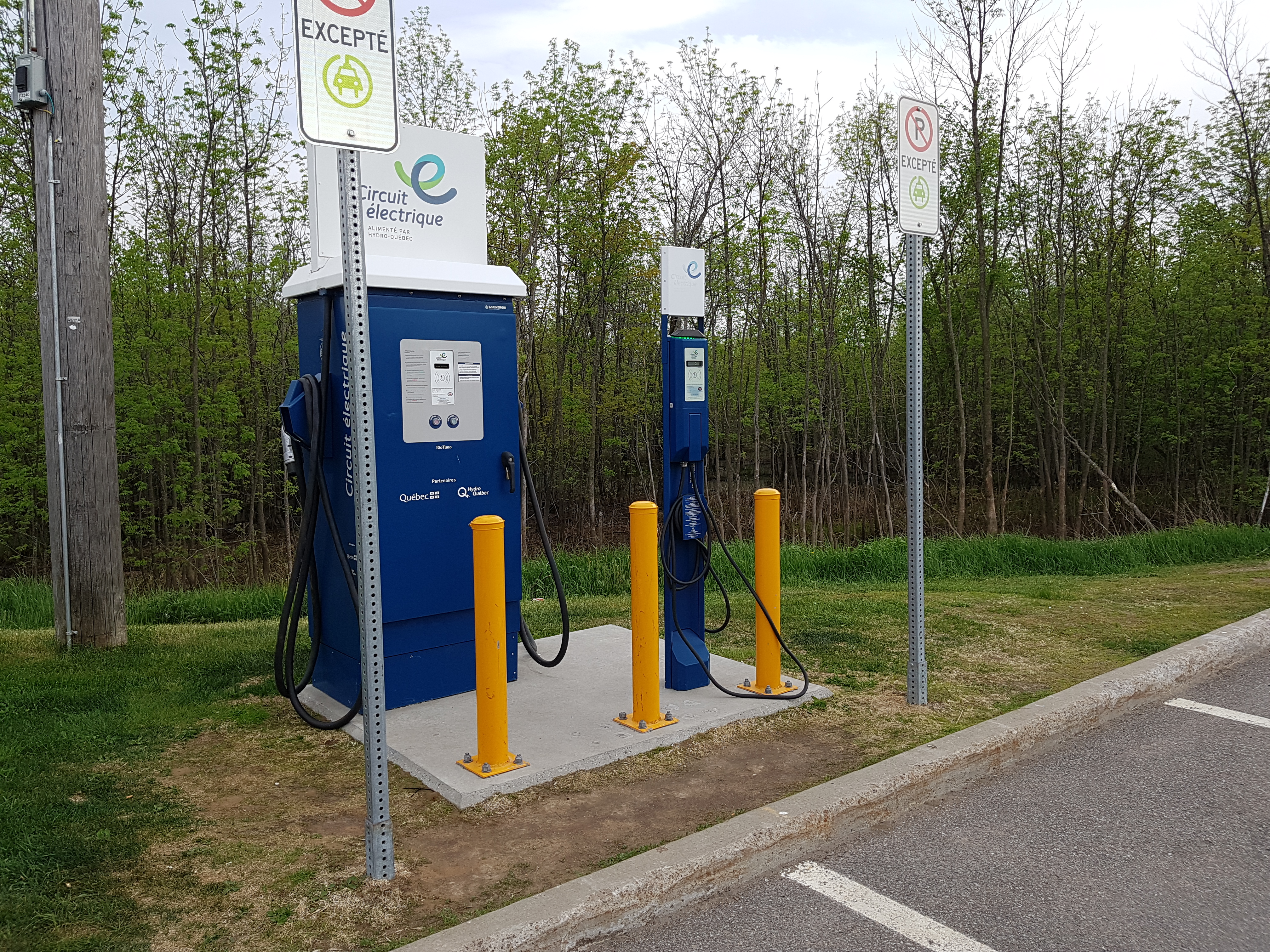
Station de recharge comprenant deux bornes à Maskinongé, Québec, sur l'autoroute 40 : une borne CC 50 kW et une borne AC accélérée 240 V.
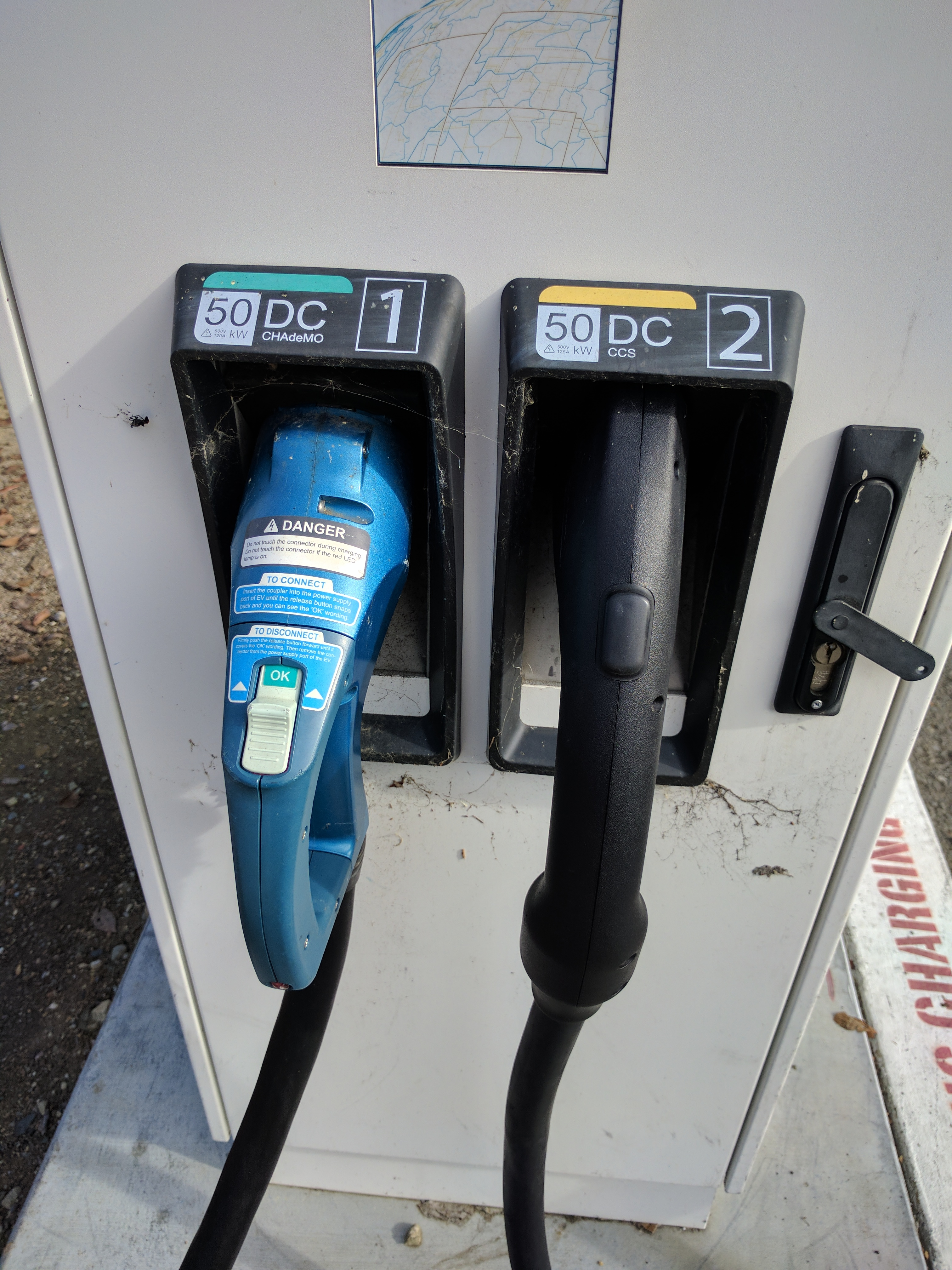
Exemple de borne multistandards
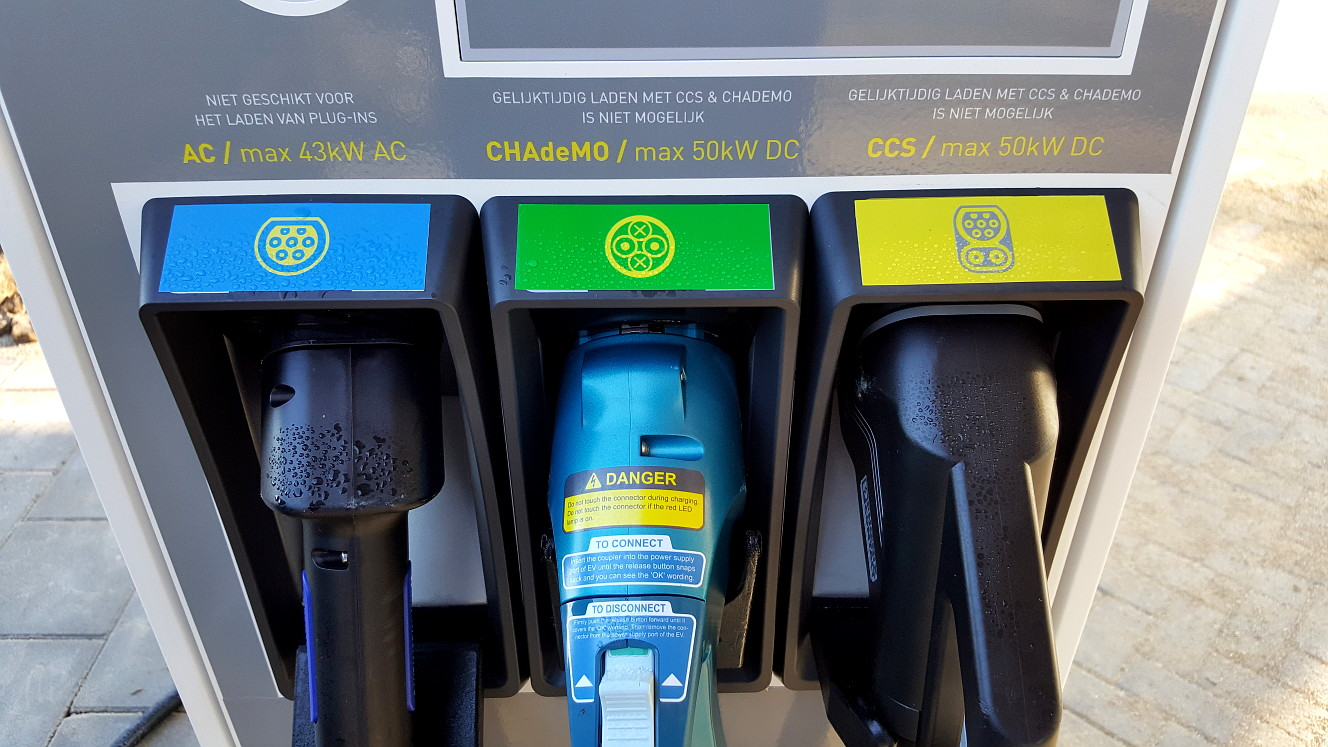
Autre exemple de borne multistandards
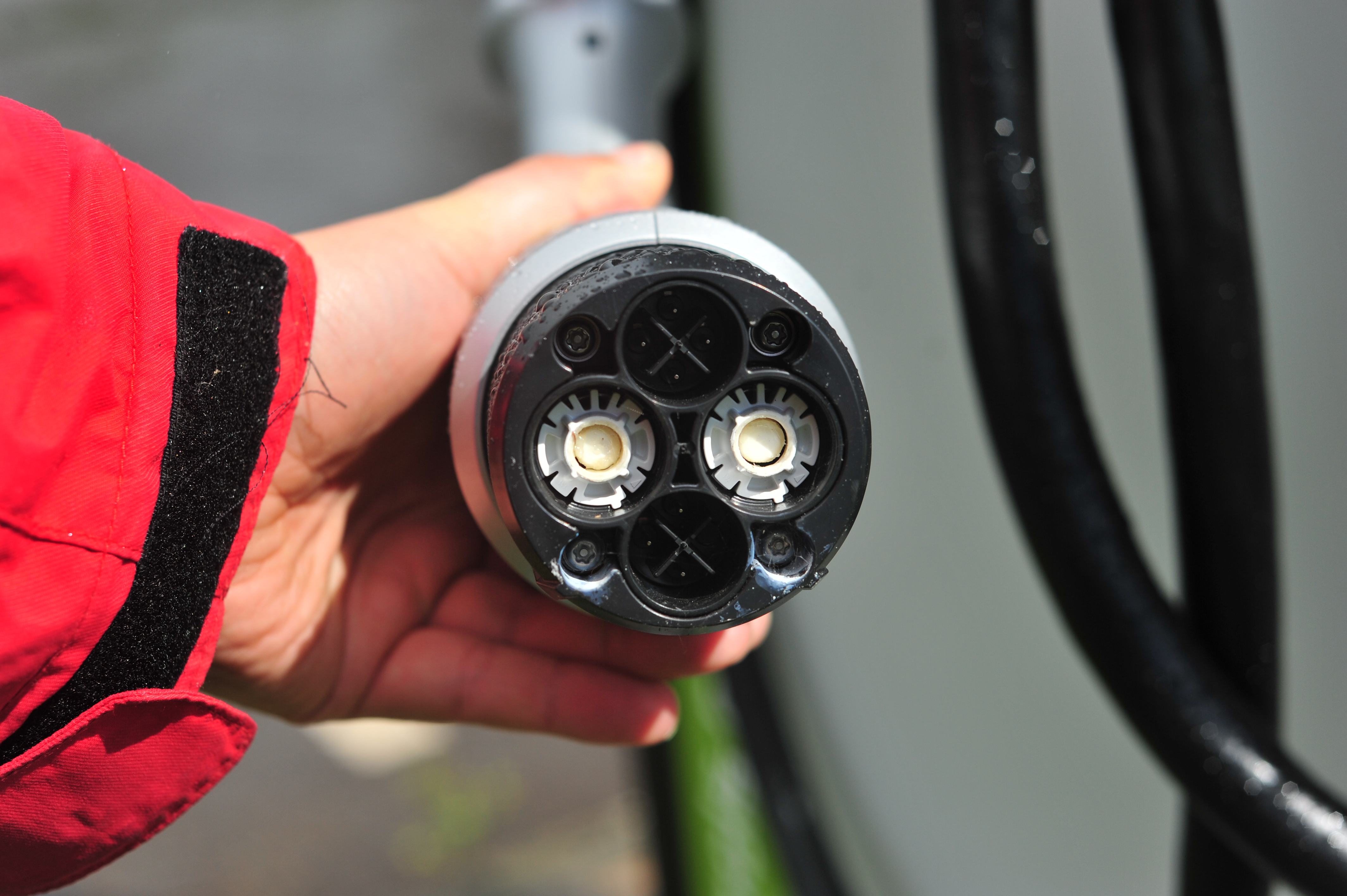
Connecteur CHAdeMO